# Pooyan
Pooyan es un videojuego arcade lanzado en 1982 por Konami y Hudson Soft.

## Objetivo del juego
El jugador toma el papel de una cerdita equipada con un arco y una flecha, la cual debe proteger a sus hijos de los hambrientos lobos que se desplazan desde o hacia un barranco. La cerda está suspendida en un elevador. Este se puede mover verticalmente hacia arriba y abajo, y debe ser usado para dispararle a los globos que utilizan los lobos para movilizarse, y así hacer que den de cabeza contra el suelo y mueran. Cada vez que el jugador no le de a uno de los lobos, en niveles impares, éste subirá por una escalera para tratar de morder a la cerdita. Ella debe destruir a todos los lobos antes de que toquen el suelo.
En niveles pares, los lobos utilizan globos para flotar y alcanzar el barranco. Allí, empezarán a empujar una gran roca. Si el jugador deja escapar muchos lobos, éstos tirarán la roca sobre la cabeza de la cerda. Después de que éste nivel sea completado, los cerditos que fueron secuestrados por los lobos son liberados y vuelven junto a su madre. Seguidamente, el juego comienza nuevamente con mayor dificultad.
También hay un "nivel de bonus", en donde Mamá Cerdita intentará eliminar la mayor cantidad de lobos tirándole trozos de carne a los globos para que se destruyan, y así ganar el mayor puntaje posible.

## Curiosidades
- El juego fue licenciado a la empresa Stern para su fabricación y distribución en los Estados Unidos en diciembre de 1982.

- Pooyan es una palabra japonesa que significa "pequeños cerdos". También es raramente utilizada como adjetivo con el significado de "increíblemente tonto". Por ejemplo: "Intencionalmente comer alimentos en mal estado es 'pooyan'".

- Mark Kinter posee el récord oficial para este juego con 1.609.250 puntos.

- Una versión pirata de Pooyan es conocida bajo el nombre de Pootan.

- Una unidad de Pooyan aparece en la película Joysticks (1983).

- Pooyan es uno de los videojuegos que fue adaptados por manga llamada Famicom Rocky, Publicados por Coro Coro Comic de 1985 al 1987.

- Un nivel del videojuego "Metal Gear Solid: Peace Walker" para la consola portátil PSP de Sony hace una parodia de Pooyan en la cual Snake (El personaje principal de Metal Gear) debe con su arma explotar globos que están elevando a soldados. Causalmente el nivel se llama "Mission: Pooyan".
- Al inicio del juego (cuando los lobos secuestran a los cerditos) se puede escuchar "The Other Day I Met a Bear". La música de la primera pantalla tiene un ligero parecido a al tema principal de Frogger, otro arcade de Konami. La canción es parte del Desecration Rag (An operatic Nightmare) de Felix Arndt, la parte que imita el comienzo del Humoresque Opus 101 Número 7 de Antonín Dvořák. Tras completar la segunda pantalla por segunda vez se puede oír una parte de "Oh! Susanna".

## Versiones hogareñas

### Consolas
- Atari 2600 (1982)
- Nintendo Famicom (1985)
- Sony PlayStation (1999, "Konami Arcade Classics")
- Sony PlayStation 2 (2006 "Oretachi Game Center - Pooyan")
- Wii (2007)
- Wii U (2015)
- PlayStation 4 (2019)
- Nintendo Switch (2019)

### Computadoras
- Atari 800 (1983)
- Commodore C64 (1983)
- Sord M5 (1983)
- TRS-80 CoCo (1983)
- Apple II (1984)
- MSX (1985)

### Otros
- Juego de mano LCD lanzado por Gakken